# YOUに美津留
YOUに美津留（ユーにみつる）は、YOUと倉本美津留が結成した音楽ユニット。

## 概要
2006年10月に、NHKの音楽番組「みんなのうた」に、「月」でデビュー。この楽曲は、倉本美津留が作詞・作曲を担当している。

## ディスコグラフィ
- 月（2006年10月18日）※DVD付トールサイズケース